# Monaster św. Mikołaja w Homlu
Monaster św. Mikołaja (biał. Свята-Мікольскі мужчынскі манастыр, ros. Свято-Никольский мужской монастырь) – prawosławny klasztor męski w Homlu, należący do Rosyjskiej Cerkwi Prawosławnej. Założony 8 grudnia 1994.
Główna świątynia monastyru – cerkiew św. Mikołaja – została zbudowana w 1904 ze środków magnatów kolejowych. Oprócz niej na terenie monasteru znajduje się cerkiew św. Dionizego (zbudowana w latach 2002–2004).
W 2004 zabudowania monasterskie przeszły gruntowną rekonstrukcję.